# Девер, Патрик
Патри́к Деве́р (Девэ́р, Деваэ́р, фр. Patrick Dewaere; настоящее имя Патри́к Жан-Мари́ Анри́ Бурдо́, фр. Patrick Jean-Marie Henri Bourdeaux; начал актёрскую карьеру под фамилией матери, Мадо Морен, как Патри́к Море́н, фр. Patrick Maurin; 26 января 1947, Сен-Бриё, Бретань — 16 июля 1982, Париж) — французский актёр, певец и композитор. Вместе со своим другом Жераром Депардьё считается кинозвездой молодого поколения 1970-х годов. Совершил самоубийство на 36-м году жизни.
Свой псевдоним Патрик взял после того, как в возрасте 17 лет узнал, что муж его матери Пьер-Мари Бурдо не был его биологическим отцом. Деваэр (фр. Devaëre — Патрик изменил одну букву) — девичья фамилия его бабушки. По-фламандски de vaere означает «правда». Изначально Патрик использовал написание de Waëre, затем стал писать новую фамилию немного по-другому. Настоящим отцом Патрика, по всей видимости, является дирижёр Мишель Тетар (фр. Michel Têtard), умерший в 1960 году, как и его сын, на 36-м году жизни.

## Биография

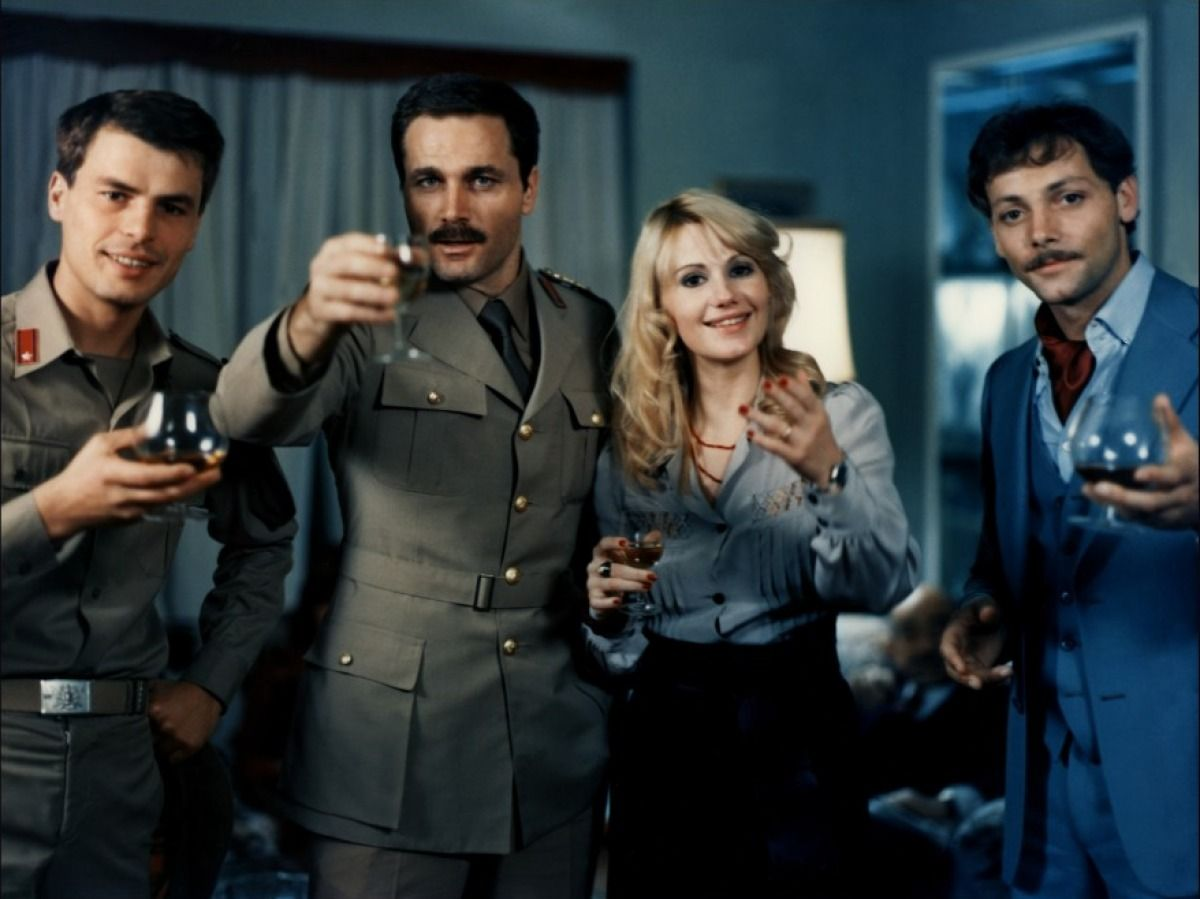
Слева направо: Микеле Плачидо, Франко Неро, Миу-Миу, Патрик Девер в 1975 году во время съёмок фильма «Триумфальный марш»

Патрик Девер родом из актёрской семьи и ещё в детстве участвовал в представлениях на ярмарках. Вместе с Жераром Депардьё с 1968 года играл в экспериментальном французском театре Café de la Gare, где познакомился с Миу-Миу, с которой его связали близкие отношения. Дебют Девера в кино состоялся в 1970 году. Все трое стали известными благодаря многочисленным ролям в разных фильмах, но в первую очередь благодаря скандальной ленте Бертрана Блие «Вальсирующие» (1974). Долгое время Деверу предлагали роли исключительно молодых бунтарей; лишь в поздних фильмах ему удалось показать многогранность своего таланта.
Пять раз в течение шести лет Патрик был номинирован на главную кинопремию Франции «Сезар» за лучшую мужскую роль (1977, 1978, 1980, 1981, 1982), но ни разу не получил награду (один раз Патрика опередил его друг Депардьё). Ещё раз Девер претендовал на «Сезар» в 1976 году за мужскую роль второго плана, но также не выиграл.
16 июля 1982 года, не оставив никакой предсмертной записки, застрелился в своём доме в XIV округе Парижа патроном .22 Long Rifle из ружья, подаренного Колюшем. К своим 35 годам   Патрик Девер успел сняться в 37 полнометражных фильмах.
В 1983 году во Франции была учреждена Премия Патрика Девера. Французский певец Рафаэль Арош посвятил Патрику «Песню для Патрика Девера» (фр. Chanson pour Patrick Dewaere).
Дочери — Анжель Эрри (род. 13 августа 1974 года, мать — Миу-Миу) и Лола Девер (род. 4 декабря 1979 года, мать — Эльза Шалье).

## Фильмография
- 1966 — Горит ли Париж? / Paris brûle-t-il? — молодой участник движения Сопротивления
- 1971 — Повторный брак / Les Mariés de l’an II — эпизодическая роль
- 1974 — Вальсирующие / Les Valseuses — Пьеро
- 1975 — Никаких проблем! / Pas de problème! — бармен
- 1975 — Прощай, полицейский / Adieu, poulet — Лефевр (номинация на премию «Сезар» за мужскую роль второго плана)
- 1976 — Ф… как Фэрбэнкс / F… Comme Fairbanks — Андре
- 1976 — Лучший способ маршировки / La meilleure façon de marcher — Марк (номинация на премию «Сезар» за главную мужскую роль)
- 1976 — Триумфальный марш[англ.] / Marcia trionfale — лейтенант Байо
- 1977 — Комната епископа / La stanza del vescovo — Марко Маффеи
- 1977 — Следователь Файяр по прозвищу Шериф / Le juge Fayard dit le Shériff — следователь Файяр (номинация на премию «Сезар» за главную мужскую роль)
- 1978 — Приготовьте ваши носовые платки / Preparez vos mouchoirs — Стефан
- 1978 — Ключ в двери / La clé sur la porte — Филипп
- 1979 — Удар головой / Coup de tête — Франсуа Перрен
- 1979 — Пробка — невероятная история / L’ingorgo — Una storia impossibile — юноша
- 1979 — Чёрная серия[фр.] / Série noire — Франк Пупар (номинация на премию «Сезар» за главную мужскую роль)
- 1980 — Плохой сын / Un mauvais fils — Бруно Калганьи (номинация на премию «Сезар» за главную мужскую роль)
- 1981 — Отчим / Beau-père — Реми (номинация на премию «Сезар» за главную мужскую роль)
- 1981 — Психотерапевт / Psy — Марк
- 1981 — На самый юг[фр.] / Plein sud — Серж Лэн
- 1981 — Отель «Америка»[фр.] / Hôtel des Amériques — Жиль Тиссран
- 1982 — Тысяча миллиардов долларов / Mille milliards de dollars — Поль Кержан
- 1982 — Рай для всех / Paradis pour tous — Ален Дюрьё